# Duflos isomorfi
Inom matematiken är Duflos isomorfi en isomorfi mellan centret av universella enveloppernade algebran av en ändligdimensionell Liealgebra och invarianterna av dess symmetriska algebra. Den introducerades av Duflo (1977).
Isomorfin följer även ur Kontsevitjs formalitetssats.

## Egenskaper
- För en nilpotent Liealgebra är Duflos isomorfi lika med symmetriseringsavbildningen från symmetriska algebran till universella envelopperande algebran.
- För en halvenkel Liealgebra är Duflos isomorfi kompatibel på ett naturligt sätt med Harish-Chandras isomorfi.